# Euplexia aureostrigata
Euplexia aureostrigata là một loài bướm đêm trong họ Noctuidae.